# Reichsratswahl 1897

Reichsteile und Kronländer der Österreichisch-Ungarischen Monarchie:
Cisleithanien
Transleithanien
Bosnien und Herzegowina (Seit 1878 verwaltet, 1908 annektiert)

Die Reichsratswahl 1897 wurde im März 1897 in Cisleithanien abgehalten.

## Wahlsystem
Seit 1873 galt in Cisleithanien ein Klassenwahlrecht. Die Wähler wurden nach ihrem Stand und Vermögen in vier Klassen eingeordnet: Großgrundbesitzer, Handels- und Gewerbekammern, Groß- und Mittelbauern und alle anderen in Städten lebenden männlichen Bürger, die jährlich mindestens 10 Gulden (ab 1882 fünf Gulden) direkte Steuern entrichteten. Dies entsprach insgesamt 6 % der erwachsenen Bevölkerung. In der Kurie der Großgrundbesitzer waren auch Frauen solchen Besitzes vertreten.

## Wahlergebnis
Durch die Wahlen veränderten sich im cisleithanischen Parlament die Machtverhältnisse grundlegend. Die deutsche Fortschrittspartei musste auf Kosten der Erfolge der Deutschen Volkspartei und der Christlichsozialen Partei eine empfindliche Niederlage hinnehmen.
Nach den Wahlen stellten die drei stärksten Wahlbündnisse (Jungtschechen (60 Mandate), Polenklub (59), Deutsche Fortschrittspartei (49)) 168 Sitze. Der neue Reichsrat bestand aus insgesamt 17 Fraktionen. Die Position der Sozialdemokraten blieb mit 15 Mandaten schwach.
| Verein  | Polenklub | Jungtschechen | Progressive Partei | Katholische Volkspartei | Deutsche Volkspartei | Christlichsoziale Partei |
| Mandate | 62        | 59            | 49                 | 41                      | 39                   | 28                       |